# Imparfait
De imparfait is de werkwoordstijd (tempus) die in het Frans wordt gebruikt voor de onvoltooid verleden tijd. Hij wordt dus gebruikt om te zeggen hoe iets vroeger was of dat men iets vaak deed. Het imparfait wordt gevormd door eerst de vorm van nous (1e persoon mv) in de présent te nemen, daar -ons (de uitgang) van af te halen en de uitgangen van het imparfait (-ais, -ais, -ait, -ions, -iez, -aient) ervoor in de plaats te zetten.
Deze tijd duidt een handeling aan in het verleden die aan de volgende voorwaarden beantwoordt:
- een handeling die herhaald wordt
- een handeling die een gewoonte aanduidt
- een handeling die nog lopende was, op het moment dat een andere begon

In geval van een eenmalige en afgewerkte handeling wordt de passé composé of (vooral in geschreven taal) passé simple gehanteerd. In de gesproken taal wordt van de passé simple voornamelijk de derde persoon enkelvoud gebruikt. Voor de andere personen wordt hier meestal de passé composé gehanteerd.

## Het imparfait bij regelmatige werkwoorden
parler (spreken)
Nous parlons → – ons = parl-
- je parlais - ik sprak
- tu parlais - jij sprak
- il/elle/on parlait - hij/zij/men sprak
- nous parlions - wij spraken
- vous parliez - jullie spraken
- ils/elles parlaient - zij spraken

finir (eindigen)
Nous finissons → – ons = finiss-
- je finissais
- tu finissais
- il/elle/on finissait
- nous finissions
- vous finissiez
- ils/elles finissaient

attendre (wachten)
Nous attendons → – ons = attend-
- j' attendais
- tu attendais
- il/elle/on attendait
- nous attendions
- vous attendiez
- ils/elles attendaient

## Het imparfait bij onregelmatige werkwoorden
Ook bij onregelmatige werkwoorden kan het imparfait gevormd worden door de nous-vorm in de présent te nemen.
Bijvoorbeeld: faire = maken, doen. Nous faisons → – ons = fais(= stam)
- je faisais
- tu faisais
- il faisait
- elle faisait
- on faisait
- nous faisions
- vous faisiez
- ils faisaient
- elles faisaient

Uitzondering
Een uitzondering is het werkwoord 'être'.
être = zijn
Nous sommes; dit gaat niet uit op -ons. Ook 'som' is niet de stam. De stam is ét.
Dus:
- j' étais
- tu étais
- il était
- elle était
- on était
- nous étions
- vous étiez
- ils étaient
- elles étaient